# Centro histórico de Santa Ana (El Salvador)

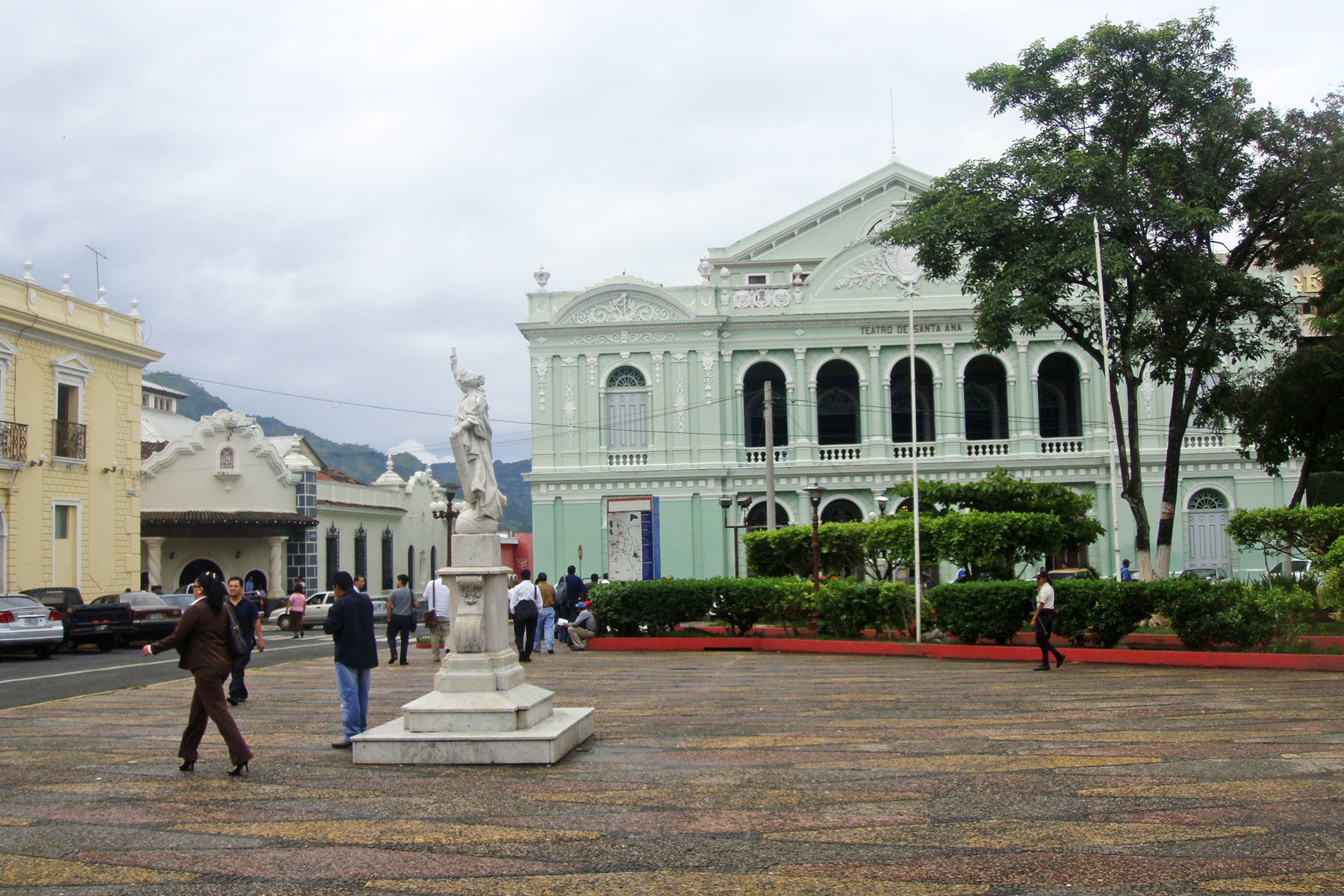
Parque La Libertad, Alcaldía, Casino y Teatro de Santa Ana.

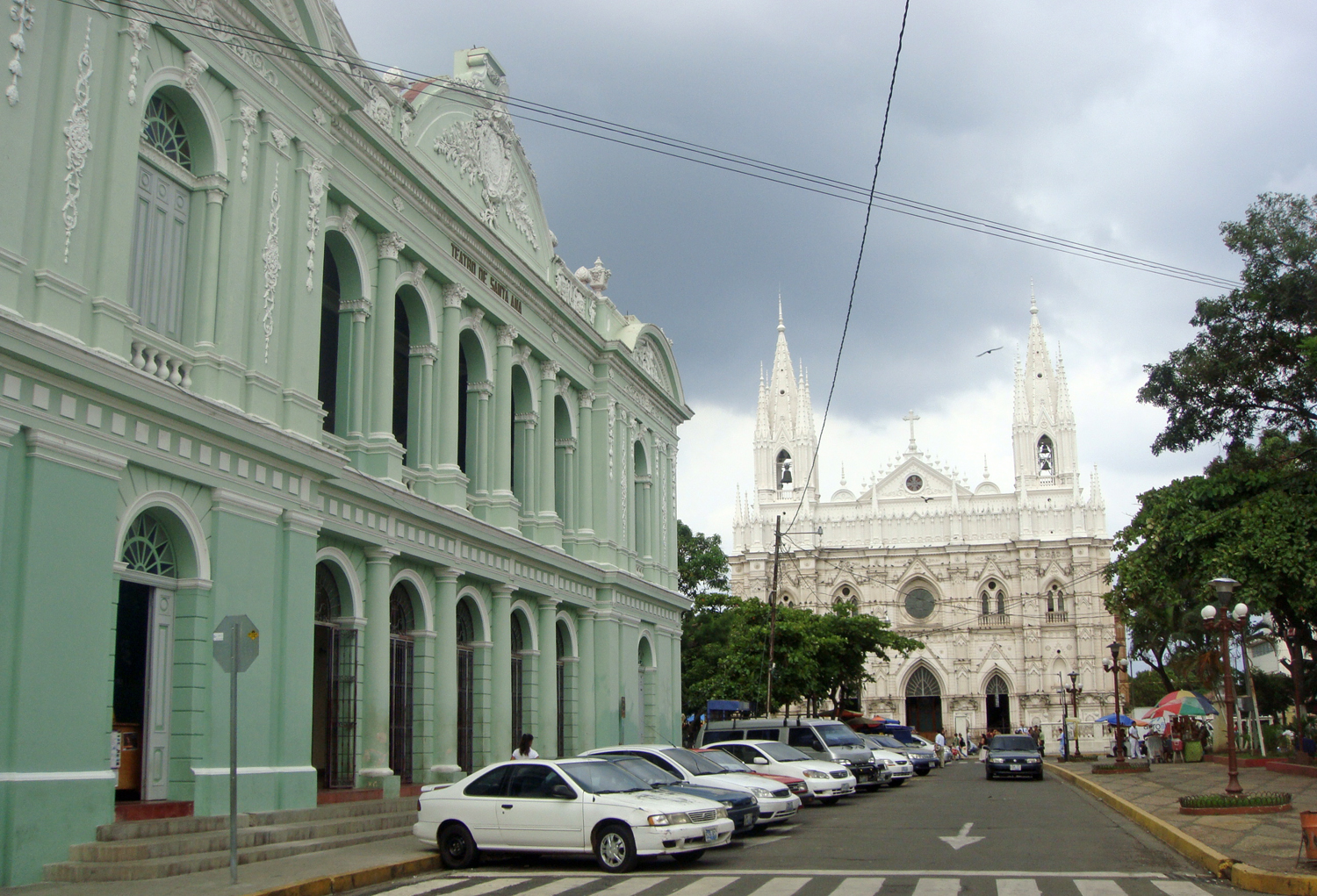
Teatro de Santa Ana y Catedral.

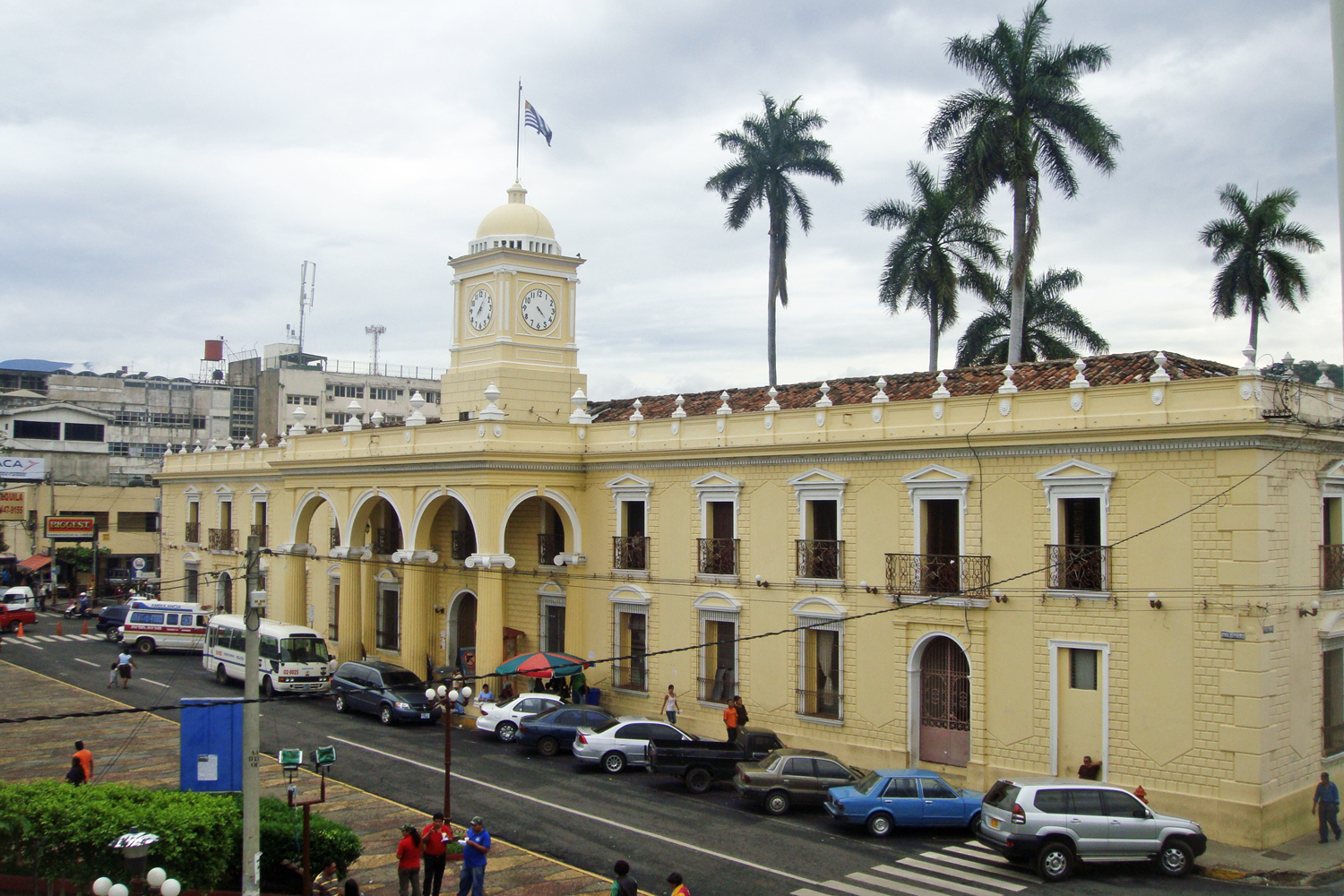
Palacio municipal.

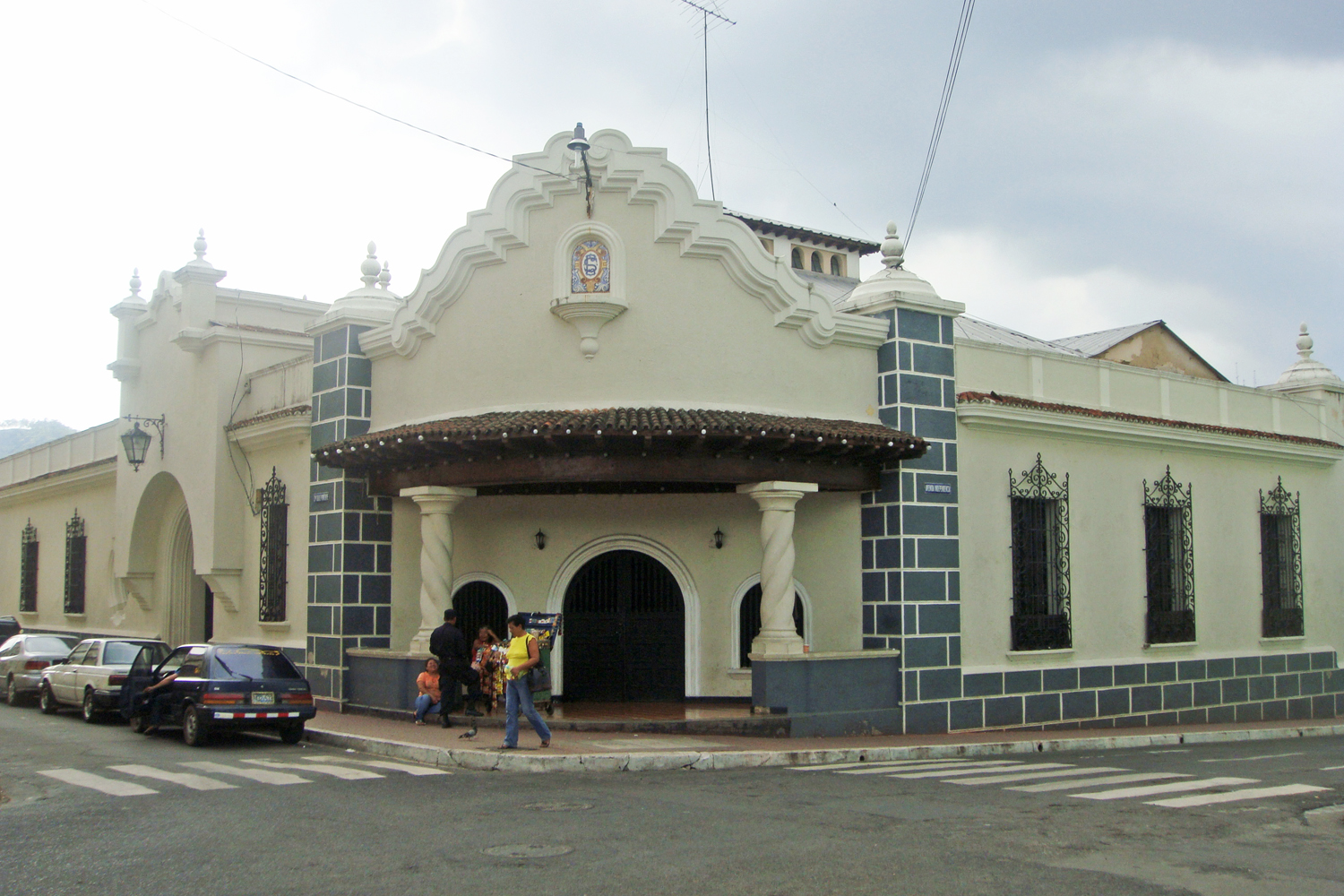
Casino santaneco.

El Centro Histórico de la Ciudad de Santa Ana es el núcleo urbano original de la ciudad salvadoreña de Santa Ana y desde donde se inició la expansión de la ciudad. 
Los límites del Centro histórico son aproximadamente los siguientes: la 4° calle poniente y oriente al norte, la 9° calle poniente y oriente al sur, la 17° avenida sur y norte al este y la Avenida José Matías Delgado al oeste (incluyendo la iglesia Santa Lucía); extendiéndose en un área total de 157 cuadras o manzanas

## Historia
La ciudad de Santa Ana fue fundada en la época precolombina en el Barrio de Santa Bárbara entre los ríos Apanchacal y Apanteos por los mayas, siendo posteriormente conquistada y colonizada por los pipiles y finalmente por los españoles.
El Centro Histórico, durante sus inicios en la época colonial, fue diseñado al estilo de una ciudad colonial española ubicándose en el centro la Plaza Mayor (donde actualmente está el Parque Libertad), y rodeado por las estructuras principales de esa época, tales como la Casa Consistorial (ubicada donde actualmente está la Alcaldía), la iglesia parroquial (ubicada donde actualmente está la catedral) y la Casa del Convento.
Las estructuras coloniales serían posteriormente reconstruidas o restauradas, y posteriormente se agregarían otras; siendo el total de estructuras en el Centro Histórico construidas desde el siglo XIX. En total, entre los bienes culturales inmuebles ubicados en el centro histórico, se contabilizan  210 de estilo neoclásicos, 5 de estilo gótico, 64 de estilos neocoloniales, 102 de estilos tradicionales y 170 de estilos contemporáneos.

## Diseño
La Plaza principal de la ciudad es el Parque Libertad, el cual está rodeado por las edificaciones principales de la ciudad y otras estructuras históricas, entre las cuales destacan la Alcaldía, la Catedral, el Teatro, el Centro de Artes de Occidente y el Casino Santaneco.
Otra plaza de la ciudad, ubicada en el Centro Histórico, es el Parque Isidro Menéndez, el cual está rodeado por edificaciones históricas tales como la Iglesia El Calvario, la Unidad de Salud: Casa del Niño, y el edificio del Centro de Gobierno, entre otros.
Entre otras estructuras relevantes en el Centro Histórico se encuentran:
- La Iglesia de Santa Lucía
- El Hospital Nacional San Juan de Dios
- Las casas donde vivieron los expresidentes Pedro José Escalón y Tomás Regalado
- La Iglesia El Carmen
- La Escuela de Artes y Oficios nombrada en honor a José Mariano Méndez
- La Iglesia de San Lorenzo
- El Mercado Central
- La Iglesia de Santa Bárbara